# Ugo Locatelli
Ugo Locatelli (* 5. Februar 1916 in Toscolano; † 28. Mai 1993 in Turin) war ein italienischer Fußballspieler.
Locatelli spielte im defensiven sowie im linken und rechten Mittelfeld, war technisch kein besonders guter Spieler, dafür jedoch sehr schnell, extrem laufstark und besaß hohe Spielintelligenz.

## Karriere

### Im Verein
Ugo Locatelli begann seine Karriere bei Brescia Calcio, für die er am 10. September 1933 beim 1:0 gegen die AS Rom sein Serie-A-Debüt feierte. Von 1936 bis 1941 spielte er für Inter Mailand, mit denen er zwei italienische Meisterschaften und eine Coppa Italia gewann.
Im Sommer 1941 ging Locatelli zu Juventus Turin, seine Karriere dort wurde allerdings vom Zweiten Weltkrieg unterbrochen. Mit Juve gewann er in der Saison 1941/42 die Coppa Italia gewinnen. Am Ende der Spielzeit 1948/49 beendete Ugo Locatelli seine aktive Laufbahn. In Serie A absolvierte er insgesamt 369 Partien und schoss dabei 14 Tore.
Nach Beendigung seiner Spielerkarriere blieb er Juventus Turin treu, arbeitete dort zuerst 15 Jahre lang als Jugendtrainer und bekleidete danach noch für zehn Jahre das Amt der technischen Direktors.

### In der Nationalmannschaft
Ugo Locatelli feierte sein Debüt in der italienischen Nationalmannschaft am 3. August 1936 im Spiel gegen die USA bei den Olympischen Sommerspielen in Berlin. Er absolvierte bei diesem Turnier alle Spiele und gewann durch einen 2:1-Sieg im Finale gegen Österreich die Goldmedaille.
In den Jahren vor dem Krieg war Locatelli Stammspieler in der Squadra Azzurra und gewann im Jahr 1938 unter Trainer Vittorio Pozzo bei der Weltmeisterschaft in Frankreich den Titel. Der Zweite Weltkrieg setzte Locatellis Nationalmannschafts-Karriere ein jähes Ende, am 1. Dezember 1940 bestritt er beim 1:1 gegen Ungarn im Alter von nur 24 Jahren sein letztes von insgesamt 22 Länderspielen für Italien.
Ugo Locatelli ist zusammen mit Alfredo Foni, Sergio Bertoni und Pietro Rava einer von nur vier Italienern, die in ihrer Karriere sowohl Weltmeister, als auch Olympiasieger wurden.

## Erfolge
- Weltmeister: 1938
- Olympiasieger: 1936
- Italienischer Meister: 1937/38, 1939/40
- Italienischer Pokalsieger: 1938/39, 1941/42